# Argostemma inaequilaterum
Argostemma inaequilaterum är en måreväxtart som beskrevs av John Johannes Joseph Bennett. Argostemma inaequilaterum ingår i släktet Argostemma och familjen måreväxter. Inga underarter finns listade i Catalogue of Life.